# CS Grevenmacher
CS Grevenmacher je lucemburský fotbalový klub sídlící ve městě Grevenmacher, byl založen roku 1909. Hřištěm klubu je stadion s názvem Op Flohr Stadion s kapacitou 4000 diváků.
V sezóně 2015/16 hraje lucemburskou první fotbalovou ligu.